# 1990-es Fiatal Zenészek Eurovíziója
Az 1990-es Fiatal Zenészek Eurovíziója volt az ötödik Fiatal Zenészek Eurovíziója, melyet Ausztria fővárosában, Bécsben rendeztek meg. A pontos helyszín a Musikverein volt. Az elődöntőre 1990. május 24-én és 25-én, a döntőre május 29-én került sor. Az Eurovíziós Dalfesztivállal ellenben itt nem az előző évi győztes rendez, hanem pályázni kell a rendezés jogára. Ebben az évben fordult elő először, hogy az előző évi győztes rendezhetett. Az 1988-as verseny az osztrák Julian Rachlin győzelmével zárult, aki hegedű-versenyművét adta elő Amszterdamban.

## A helyszín és a verseny
A verseny pontos helyszíne az Ausztria fővárosában, Bécsben található Musikverein volt, melynek legnagyobb előadóterme 2 044 fő befogadására alkalmas.
| Ausztria Bécs |

A döntőben meghívott előadóként fellépett az előző győztes, Julian Rachlin.

## A résztvevők
Először vett részt a versenyen Görögország és Portugália. Utóbbi már 1986-ban is indult volna, de visszalépni kényszerült, mert nem találtak időben képzett zenészt az ország képviseletére. Így tizennyolc ország vett részt a versenyen, mely az akkori legnagyobb létszám volt.
A szakmai zsűri öt országot juttatott tovább a döntőbe, így tizenhárom ország esett ki az első fordulóban.
A döntő a holland versenyző győzelmével zárult, így Hollandia lett az első ország, mely másodszor tudott győzni.

## Zsűri
- Václav Neumann (Zsűrielnök)
- Günther Breest
- Brian J. Pollard
- Carole Dawn Reinhart
- Rainer Küchl
- Charles Medlam
- Philippe Entremont

## Elődöntő
Az elődöntőre két fordulóban került sor, 1990. május 24-én és 25-én. Összesen tizennyolc ország vett részt. A továbbjutókról a szakmai zsűri döntött. Összesen öt ország jutott tovább a döntőbe.
| #  | Ország             | Zenész                         | Hangszer  | Darab (Szerző)                                                                          | Eredmény     |
| -- | ------------------ | ------------------------------ | --------- | --------------------------------------------------------------------------------------- | ------------ |
| 01 | Spanyolország      | Fernando Álvarez Goichoechea   | harmonika | Suite Iberoamericana (Francisco Cano)                                                   | Kiesett      |
| 02 | Jugoszlávia        | Dejan Božić                    | cselló    | Concerto for Cello and Orchestra in B minor Op. 104 (Antonín Dvořák)                    | Kiesett      |
| 03 | Olaszország        | Vittorio Ceccanti              | cselló    | Concerto for Cello and Orchestra in D minor (Édouard Lalo)                              | Kiesett      |
| 04 | Belgium            | Christophe Delporte            | harmonika | Concerto for Accordion and Orchestra in B flat major (Nyikolaj Csajkin)                 | Továbbjutott |
| 05 | Svédország         | Fredrik Fors                   | klarinét  | Concerto for Clarinet and Orchestra (Jean Françaix)                                     | Kiesett      |
| 06 | Dánia              | Mikkel Futtrup                 | hegedű    | Concerto for Violin and Orchestra No. 2 in D minor Op. 22 (Henryk Wieniawski)           | Kiesett      |
| 07 | Franciaország      | Anne Gastinel                  | cselló    | Concerto for Cello and Orchestra in B minor Op. 104 (Antonín Dvořák)                    | Továbbjutott |
| 08 | Ausztria           | Christine Heeger               | zongora   | Concerto for Piano and Orchestra No. 2 in A major (Liszt Ferenc)                        | Továbbjutott |
| 09 | Finnország         | Sharon Jaari                   | hegedű    | Concerto for Violin and Orchestra No. 2 in D minor Op. 44 (Max Bruch)                   | Kiesett      |
| 10 | Németország        | Koh-Gabriel Kameda             | hegedű    | Concerto for Violin and Orchestra in D major Op. 77 (Johannes Brahms)                   | Továbbjutott |
| 11 | Egyesült Királyság | Nicola Loud                    | hegedű    | Concerto for Violin and Orchestra No. 1 in G minor Op. 26 (Max Bruch)                   | Kiesett      |
| 12 | Írország           | Patricia Moynihan              | fuvola    | Concerto for Flute and Orchestra No. 1 in G major K. 313 (Wolfgang Amadeus Mozart)      | Kiesett      |
| 13 | Portugália         | António Miguel Camolas Quitalo | trombita  | Concerto for Trumpet and Strings in E flat major (Joseph Haydn)                         | Kiesett      |
| 14 | Svájc              | Rafael Rosenfeld               | cselló    | Concerto for Cello and Orchestra No. 1 in A minor Op. 33 (Camille Saint-Saëns)          | Kiesett      |
| 15 | Norvégia           | Gudrun Skretting               | zongora   | Symphony Variations for Piano and Orchestra (César Franck)                              | Kiesett      |
| 16 | Ciprus             | Konsztantínosz Sztilianú       | zongora   | Concerto for Piano and Orchestra No. 1 in E flat major (Liszt Ferenc)                   | Kiesett      |
| 17 | Görögország        | Jánnisz Tszitszelíkisz         | cselló    | Variations Op. 33 on a Rococo Theme for Cello and Orchestra (Pjotr Iljics Csajkovszkij) | Kiesett      |
| 18 | Hollandia          | Niek van Oosterum              | zongora   | Concerto for Piano and Orchestra in A minor Op. 16 (Edvard Grieg)                       | Továbbjutott |

## Döntő
A döntőt 1990. május 29-én rendezték meg öt ország részvételével. A végső döntést a szakmai zsűri hozta meg.
| #  | Ország        | Zenész              | Hangszer  | Darab (Szerző)                                                          | Helyezés |
| -- | ------------- | ------------------- | --------- | ----------------------------------------------------------------------- | -------- |
| 01 | Hollandia     | Niek van Oosterum   | zongora   | Concerto for Piano and Orchestra in A minor Op. 16 (Edvard Grieg)       | 1.       |
| 02 | Ausztria      | Christine Heeger    | zongora   | Concerto for Piano and Orchestra No. 2 in A major (Liszt Ferenc)        | —        |
| 03 | Belgium       | Christophe Delporte | harmonika | Concerto for Accordion and Orchestra in B flat major (Nyikolaj Csajkin) | 3.       |
| 04 | Németország   | Koh-Gabriel Kameda  | hegedű    | Concerto for Violin and Orchestra in D major Op. 77 (Johannes Brahms)   | 2.       |
| 05 | Franciaország | Anne Gastinel       | cselló    | Concerto for Cello and Orchestra in B minor Op. 104 (Antonín Dvořák)    | —        |

## Térkép

A döntő résztvevői
Az elődöntőben kiesett országok
Országok, melyek korábban részt vettek, de ebben az évben nem

## Közvetítő országok
- Franciaország – France 3
- Németország – ZDF